# Пасо (район)
Пасо (порт. Paçó)  —  район (фрегезия) в Португалии,  входит в округ Браганса. Является составной частью муниципалитета  Виньяйш. По старому административному делению входил в провинцию Траз-уж-Монтиш и Алту-Дору. Входит в экономико-статистический  субрегион Алту-Траз-уш-Монтеш, который входит в Северный регион. Население составляет 236 человек на 2001 год. Занимает площадь 16,92 км².
Покровителем района считается Святой Юлиан (порт. São Julião). 